# O Primeiro de Janeiro
O Primeiro de Janeiro foi um jornal diário que se publicou na cidade do Porto pela primeira vez em 1 de Dezembro de 1868. A publicação deve o seu título às manifestações da Janeirinha, que em 1 de Janeiro de 1868 iniciaram o processo que levou ao fim da Regeneração. No cabeçalho indicava tratar-se do órgão do Centro Eleitoral Portuense.

## História
António Augusto Leal era proprietário de uma tipografia, tendo decidido criar um novo jornal na cidade do Porto. O jornal não teve grande sucesso na altura, apenas sobrevivendo com o auxílio de um comerciante regressado do Brasil, Gaspar Baltar, o qual, em 1869 se tornou administrador daquela publicação, ficando o seu filho homónimo com a direcção editorial. Com uma visão empresarial mais moderna e uma preocupação de realizar bom jornalismo, pai e filho não apenas salvaram o jornal, como o mesmo se tornou numa referência no sector.
Em 1870 dá-se o grande salto, passando a dispor de boas instalações na rua de Santa Catarina. Com o deflagrar da Guerra Franco-Prussiana em 1870 o Primeiro de Janeiro consegue o seu primeiro grande sucesso, ao aceitar um proposta de receber os telegramas de correspondentes alemães. É que a concorrência, de tendência afrancesada, recusou tal ideia e apenas transmitia informações, muito controladas, por parte dos franceses. Assim, quando os alemães entraram em Paris foi uma surpresa para os leitores dos outros jornais, enquanto os de O Primeiro de Janeiro acompanhavam muito mais realisticamente o desenrolar da guerra. Com esse prestígio a tiragem passou de 3 mil exemplares em 1870 para 15 mil no final da mesma década.
Contou entre os seus colaboradores dos mais prestigiados intelectuais da época: Camilo Castelo Branco, Alberto Pimentel, Guilherme de Azevedo, Guerra Junqueiro, Latino Coelho, Ramalho Ortigão, Antero de Quental, Oliveira Martins, Eça de Queirós, Gomes Leal ou António Nobre.
Com a morte de Gaspar Baltar (pai) em 1899, o seu filho, juntamente com Joaquim França de Oliveira Pacheco dão continuidade ao jornal, até que em 1919, fruto de dificuldades financeiras, o jornal é vendido a um grupo de investidores de Lisboa, passando a ter jornalista Jorge de Abreu vindo de O Século como novo director.
Em 1923 é novamente adquirido por um conjunto de empresários, liderados por Manuel Pinto de Azevedo e Adriano Pimenta. Manuel Pinto de Azevedo Júnior, assume a direcção do jornal em 1936, dirigindo-o nos 40 anos seguintes, tornando-o numa referência nacional. A aposta que fez no noticiário internacional (único jornal a abrir com tal secção), bem como o pendor fortemente favorável aos Aliados durante a II Guerra mundial granjearam-lhe grande prestígio e popularidade. 
Com a morte de Manuel Pinto de Azevedo Junior em 1978 o jornal entra numa espiral de instabilidade a nível de direcção, perda de leitores e publicidade, passando em 1991 a jornal de cariz regional sob a direcção de Nassalete Miranda.
Em 30 de Julho de 2008, os cerca de 30 jornalistas da redacção do jornal foram informados de que o título encerraria em Agosto para uma reformulação gráfica, voltando em Setembro numa nova empresa. 
Em editorial, a directora Nassalete Miranda anunciou a interrupção da sua publicação pelo período de uma semana.
No dia 3 de Agosto de 2008 surge novamente nas bancas com um novo director, Rui Alas Pereira (jornalista que assim passou a dirigir para além do jornal "O Primeiro de Janeiro", o jornal Motor e o jornal "O Norte Desportivo"), tendo fechado definitivamente sete anos depois, em 2015. 

## Directores
- Até 25 de Abril de 1907: Gaspar Baltar e Joaquim França de Oliveira Pacheco;
- De 26 de Abril de 1907 a 15 de Outubro de 1910: Tomás Garcia;
- De 30 de Outubro de 1910 a 29 de Junho de 1919: Gaspar Baltar e Joaquim França de Oliveira Pacheco;
- De 1 de Julho a 11 de Setembro de 1919: Gaspar Baltar;
- De 2 de Outubro de 1919 a 14 de Abril de 1923: Jorge de Abreu;
- De 15 de Abril de 1923 a 12 de Dezembro de 1926: Adriano Gomes Pimenta;
- De 1 de Janeiro de 1917 a 10 de Junho de 1932: Jorge de Abreu e Armando Manuel Marques Guedes;
- De 11 de Junho de 1932 a 4 de Julho de 1936: Armando Manuel Marques Guedes;
- De 19 de Junho de 1937 a 25 de Novembro de 1976: Manuel Pinto de Azevedo Júnior;
- De 26 de Novembro de 1976 a 27 de Setembro de 1978: Alberto Uva;
- De 28 de Setembro de 1978 a 1 de Abril de 1981: António Freitas Cruz;
- De 16 de Junho de 1981 a 23 de Maio de 1984: Pedro Feytor Pinto;
- De 5 de Maio de 1985 a 14 de Junho de 1986: Alberto Carvalho;
- De 15 de Junho de 1986 a 25 de Novembro de 1987: Agustina Bessa Luís;
- De 26 de Novembro de 1987 a 1 de Dezembro de 1991: José Manuel Barroso;
- De 3 de Agosto de 1992 a 7 de Fevereiro de 1995: Miguel Ângelo Pinto;
- De 23 de Maio a 24 de Novembro de 1995: Fernando Santos;
- De 1 de Janeiro de 1996 a 2 de Junho de 2000: Carlos Moura;
- De 3 de Junho de 2000 a 30 de Julho de 2008: Nassalete Miranda;
- De 3 de Agosto de 2008: Rui Alas Pereira

## Cadernos e suplementos
«O Primeiro de Janeiro» teve os seguintes sete cadernos:
- «O Primeiro de Janeiro»;
- «O Primeiro de Janeiro Regiões»;
- «O Primeiro de Janeiro Dossier»;
- «O Primeiro de Janeiro Empresas de Sucesso»;
- «O Janeirinho» (caderno infantil);
- «Das Artes Das Letras» (caderno de literatura);
- «Justiça e Cidadania» (caderno de direitos);
- «Se7e» (cinematografia).

O caderno «O Primeiro de Janeiro Regiões» estava dividido pelas seguintes edições semanais:
- «O Primeiro de Janeiro Concelho do Porto»;
- «O Primeiro de Janeiro Concelho de Vila Nova de Gaia»;
- «O Primeiro de Janeiro Concelho de Matosinhos»;
- «O Primeiro de Janeiro Concelho de Vila do Conde»;
- «O Primeiro de Janeiro Concelhos Entre Douro e Vouga» (excluem-se os municípios portugueses de Porto, Vila Nova de Gaia, Matosinhos e Vila do Conde).